# 李霞 (1972年)
李霞（1972年9月—），女，汉族，湖北天门人，无党派人士。中华人民共和国政治人物、第十三届全国人民代表大会湖北省代表。

## 生平
2018年，李霞被选为湖北省出席第十三届全国人民代表大会代表。